# Literatura żydowska w Polsce
Literatura żydowska w Polsce – literatura pisana w języku nowohebrajskim lub w jidysz, powstająca na ziemiach polskich. Uznawana jest za część literatury polskiej. Aż do 1939 roku ziemie polskie były obszarem, na którym literatura żydowska, szczególnie pisana w jidysz, rozwijała się najbujniej na świecie. Jej rozwoju nie zahamowała nawet prawna dyskryminacja językowa, jaka dotykała ludność żydowską w okresie zaborów, a która była znacznie dotkliwsza niż ta, która spotykała ludność polską (szczególnie w zaborze rosyjskim, gdzie zabraniano w ogóle nauki języka hebrajskiego i jidysz oraz dawania przedstawień i publikowania wydawnictw w tych językach) – zakazy te były skutecznie obchodzone lub często w ogóle nie egzekwowane. W okresie międzywojnia Żydzi posiadali już własny Związek Literatów, własny oddział PEN Clubu, wydawnictwa oraz biblioteki. Rozwój literatury żydowskiej w Polsce zakończył się po 1968 roku.
Literatura żydowska była zazwyczaj dwujęzyczna – w języku hebrajskim tworzono literaturę elitarną, przeznaczoną dla węższego grona odbiorców, natomiast w jidysz tę, która miała trafiać do szerokiej publiczności (w tym m.in. literaturę masową). W okresie międzywojennym twórcy literatury żydowskiej pisywali także w języku polskim.
Do cech charakterystycznych dla polskiej literatury żydowskiej należą: mistycyzm, specyficzny humor, a także tematyka związana z problemami tożsamości religijnej i narodowej oraz asymilacji.
W ramach literatury żydowskiej w Polsce dokonywano wielu przekładów na jidysz i hebrajski. Z autorów europejskich tłumaczono m.in. Byrona, Racine’a, Nietzsche’go i Schillera, a z polskich – Prusa, Orzeszkową, Mickiewicza i Reymonta. Przy czym z polskiego na jidysz przekładano stosunkowo rzadko – dobra znajomość języka wśród społeczności żydowskiej powodowała, że utwory polskie czytywane były raczej w oryginale. Dużo częściej przekładano na polski utwory pisane w jidysz, zapotrzebowanie na nie istniało nie tylko wśród Polaków, ale także wśród Żydów słabo znających jidysz.

## Historia i przedstawiciele
Rozkwit literatury żydowskiej na ziemiach polskich związany jest z haskalą – żydowskim ruchem oświeceniowym, który na ziemiach polskich rozpoczął się w połowie XIX wieku pod wpływem zachodnioeuropejskiej literatury hebrajskiej. Wydawano wtedy liczne czasopisma w języku hebrajskim (m.in. „Haszachar”, „Haboker or” i „Ha-Cefira”), co sprzyjało rozwojowi literatury świeckiej w tym języku. Tworzyli wtedy m.in. Mendel Lewin z Satanowa, Józef Perl, Nachman Krochmal, Meir Halewi Letteris (poeta i tłumacz), Jehoszua Schorr (nazywany „galicyjskim Wolterem”), Fabiusz Mieses (tłumacz z łaciny), Michał Lebensohn (poeta) oraz Mordechaj Dawid Brandstaetter (nowelista).
Pod koniec XIX wieku, w okresie dojrzewania (Sifrut ha'tchija), pojawiło się kolejne pokolenie pisarzy żydowskich na ziemiach polskich tworzących w języku hebrajskim. Byli to m.in.: Nachum Sokołow (krytyk, eseista, powieściopisarz i publicysta), Abraham Szalom Frydberg i Dawid Fryszman.
Język hebrajski był dominującym językiem twórczości żydowskiej w XIX wieku, jednak rozpoczynała się już wtedy popularyzacja literackiego jidysz. Wynikało to przede wszystkim z ograniczeń, jakie napotykała literatura hebrajska – jej język był przede wszystkim językiem elity intelektualnej, pozostała część społeczności żydowskiej (w tym średnio wykształcone mieszczaństwo) operowała tylko takim zasobem hebrajskiego, jakiego wymagały cele religijne. Tak więc docieranie z literaturą do szerszego kręgu odbiorców, a tym samym umożliwienie jej pełnienia roli edukacyjnej, wymagało przejścia na pisanie w jidysz. Pod koniec XIX wieku pojawiają się pisarze tworzący w tym języku (m.in. Icchok Lejb Perec i J.S. Byk), przechodzą na niego również niektórzy z autorów, piszących dotychczas po hebrajsku (m.in. Josef Perl). Jidysz stał się stopniowo pełnoprawnym językiem literackim, wzbogacając się o neologizmy (w tym niektóre oparte na języku polskim) i zyskując na możliwościach ekspresji.
Na początku XX wieku do najważniejszych pisarzy jidysz należeli m.in. Perec (dramatopisarz, prozaik, eseista, propagator łączenia w twórczości literackiej tradycji polskich i żydowskich), Mendele Mojcher Sforim (chociaż od przeprowadzki do Odessy pisarz ten był dość luźno związany z Polską, jednak jego utwory były w kraju bardzo popularne), Szalom Asz (autor powieści, romansów i dramatów) i Josef Perle.
W okresie międzywojennym twórczość żydowska w Polsce nadal się rozwijała – w kraju działało grono poetów, m.in. Icyk Manger, Kadie Mołodowska i Maurycy Szymel. Dominowała twórczość pisana w jidysz, ale pojawiali się także pisarze tworzący po hebrajsku, m.in. Chaim Nachman Bialik i Mattitjahu Szoham. Bujnie rozwijała się również twórczość teatralna i kabaretowa; ta ostatnia wywierała duży wpływ na kabarety polskie. Poczytne, popularne także wśród polskiej inteligencji, czasopisma żydowskie (m.in. „Izraelita” i „Opinia”) powodowały rozwój żydowskiej eseistyki, krytyki literackiej, teatralnej i muzycznej oraz publicystyki.
Rozwój literatury żydowskiej w Polsce został przerwany przez wybuch II wojny światowej. Działalność literacka i kulturalna społeczności żydowskiej odbywała się od tego momentu w ukryciu i była bardzo skromna – np. w getcie uprawiano twórczość kabaretową (m.in. Kawiarnia Sztuka), powstawały również utwory literackie odnoszące się do doświadczenia Holocaustu (m.in. poezja Icchaka Kacenelsona).
Po zakończeniu wojny ocalali poeci i pisarze kontynuowali swoją twórczość. Pisali wtedy m.in. Eliasz Rajzman, Mojżesz Broderson, Jakub Zonszajn, Dawid Sfard i Daniel Kac. Prężnie działało również publikujące żydowską twórczość wydawnictwo Idisz Buch. Ostatecznie twórczość żydowska w Polsce zakończyła się wraz z rokiem 1968 i emigracją wielu żydowskich pisarzy.

## Polsko-żydowskie kontakty literackie
W XIX wieku kontakty pomiędzy tymi dwoma narodami były utrudnione z powodu bariery językowej – nie wszyscy Żydzi znali polski, natomiast jidysz nie był uznawany przez Polaków za właściwy język żydowski, a jedynie za gwarę ludową. Tym samym, kiedy w połowie lat 80. XIX wieku pojawiły się pierwsze przekłady literatury żydowskiej na język polski (będące głównie dziełem zasymilowanych członków społeczności żydowskiej), tylko literaturę pisaną oryginalnie po hebrajsku uznawano za wartościową, natomiast tę tworzoną w jidysz – za „niższą” twórczość ludową. Ponadto zainteresowanie tą twórczością wiązało się wśród Polaków z nadzieją na jej europeizację lub (chętniej) polonizację. W XIX wieku powstało więc niewiele przekładów na polski.
Na początku XX wieku doszło do pewnych zmian – wśród społeczności żydowskiej wzrastało zainteresowanie kulturą polską, a jednocześnie rosła samoświadomość kulturowa oraz ranga i znaczenie języka jidysz. Ożywił się również ruch przekładowy na język polski (m.in. w 1903 roku wydana została antologia Miliony. Przekłady pisarzy żydowskich, zawierająca wybór kilku utworów). Wzrost przekładów wiązał się nie tylko z zainteresowaniem Polaków obcym, egzotycznym światem żydowskim, ale również z kulturową samoświadomością Żydów, którzy coraz częściej postrzegali swoją literaturę jako wartościową i znaczącą w kulturze europejskiej, a także z chęcią autoprezentacji kultury żydowskiej (ta postawa była szczególnie częsta wśród twórców o skłonnościach asymilacyjnych). Miała na to wpływ również polonizacja językowa Żydów, przybierająca na sile po 1918 roku (m.in. dzięki powstaniu szkół żydowskich z polskim językiem wykładowym). Zaistniało więc zapotrzebowanie na przekłady z jidysz wśród Żydów, którzy nie znali tego języka, zniknęła też bariera językowa, która oddzielała od siebie kultury polską i żydowską, a coraz liczniejsze przekłady podejmowane były często w nadziei na dalsze wzajemne poznanie i zbliżenie tych kultur. W międzywojniu powstają m.in. serie wydawnicze promujące polskojęzyczną literaturę żydowską – Biblioteka Pisarzy Żydowskich (bardzo starannie opracowana pod względem edytorskim i ilustratorskim) oraz Biblioteczka Pisarzy i Klasyków Żydowskich (była to seria tanich wydawnictw przeznaczonych dla młodzieży), działały również polsko-żydowskie teatry oraz polskojęzyczna prasa żydowska, przeznaczona głównie dla Żydów nie znających jidysz, ale czytywana również przez Polaków.
Okres II wojny światowej zahamował rozwój polsko-żydowskich kontaktów literackich, okres stagnacji utrzymywał się również w pierwszych latach powojennych (pierwsze po wojnie przekłady z jidysz ukazują się w formie książkowej dopiero w 1958 roku). Ruch przekładowy ożywił się w latach 1958–1965 (przetłumaczono wtedy najważniejsze utwory prozatorskie i poetyckie pisane w jidysz oraz liczne zbiory aforystyki, pojawiła się również inicjatywa Arnolda Słuckiego stworzenia antologii poezji żydowskiej, opracowanej pod względem filologicznym). Ożywienie to skończyło się jednak w 1968 roku wraz z emigracją najbardziej aktywnych tłumaczy (część z nich działała potem jeszcze na emigracji), a zainteresowanie literaturą żydowską w Polsce wzrosło ponownie dopiero pod koniec lat 70. i na początku 80., co związane jest z przyznaniem literackiego Nobla I. B. Singerowi.